# Warner Bros. Studio Tour London

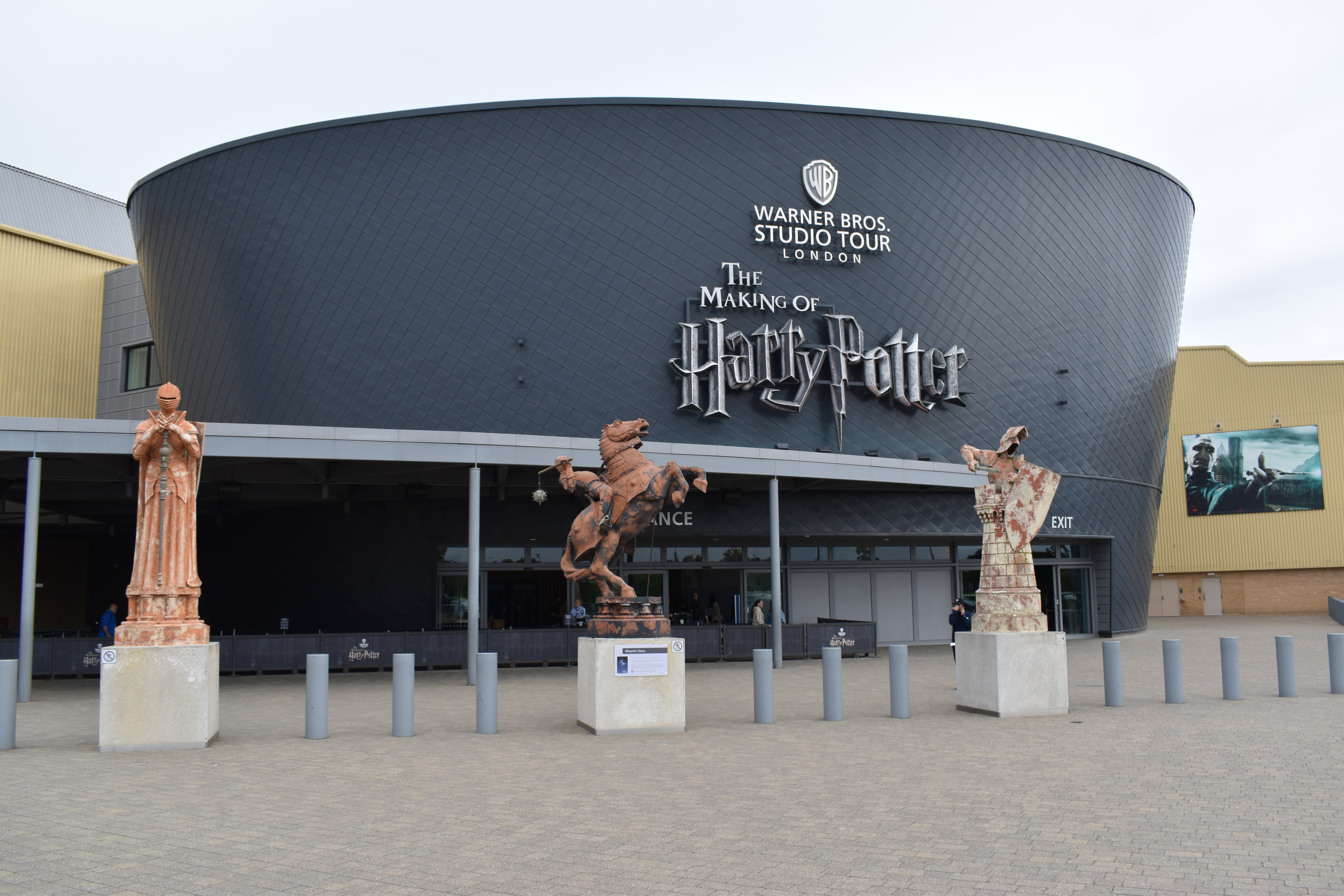
De ingang van Warner Bros. Studio Tour London

Warner Bros. Studio Tour Londen - The Making of Harry Potter is een drie uur durende tour door de verschillende sets rondom de Harry Potter-franchise in de Leavesden Studios, iets buiten Londen. De Studio Tour is open voor het publiek sinds 29 maart 2012.

## De Studio Tour
De Tour bestaat uit een drie uur durende wandeling door alle sets van de acht Harry Potter-films. Men kan niet alleen de sets bezoeken, maar ook de kostuums (die echt gebruikt zijn in de films) kan men bezichtigen, net als de rekwisieten.
Naast de tour is er een bijhorende shop waar je souvenirs kan aankopen en een café. Er zijn plannen om de Studio Tour uit te breiden met andere films.

### Te bezichtigen
De Studio Tour bestaat uit diverse ruimtes, zoals de Grote Zaal en de leerlingenkamer van Griffoendor. Ook Perkamentus' kantoor is een van de attracties, waar men het authentieke Zwaard van Griffoendor en de Sorteerhoed kan bezichtigen. De bezoekers kunnen zien hoe de Zwerkbalwedstrijden worden gemaakt door middel van chromakey en de bezems van Harry en Draco zijn ook te bezichtigen.
De behekste keuken van de familie Wemel hoort hier ook bij en tevens Hagrids hut. De bezoekers worden tevens rondgeleid op de plek waar magische wezens zoals Scheurbek, Aragog en Felix de Feniks ontstaan zijn. Ook het atrium van het Ministerie van Toverkunst en de Ligusterlaan zijn van de partij. Ook de brug die ontploft in de allerlaatste Harry Potter-film is te bezichtigen.